# یو گون
جو جونگ ایک (کره‌ای: 조정익؛ زادهٔ ۲۱ ژانویه ۱۹۳۸) که بیشتر با نام هنری یو گون (انگلیسی: Yoo Gun) شناخته می‌شود، بازیگر اهل کره جنوبی متولد آمریکا است.

## اوایل زندگی
جو جونگ ایک زادهٔ آریزونا، ایالات متحده آمریکا از پدر و مادر کره‌ای آمریکایی است. او در دهه ۱۹۹۰، در دوره نوجوانی به کره جنوبی آمد. او خویشاوند سومی جو، خواننده سوپرانو کولوراتور است.